# Случайные числа
Случайные числа — искусственно полученная последовательность реализаций случайной величины с заданным законом распределения.

## Применение случайных чисел
Случайные числа используются при исследовании и оптимизации сложных стохастических систем методом статистического моделирования (см. метод Монте-Карло) с помощью компьютеров.

## Способы получения
Известны три способа получения случайных чисел:
1. с помощью таблиц случайных чисел;
2. с помощью специальных устройств — генераторов случайных чисел;
3. путем замены случайных чисел последовательности так называемых псевдослучайных чисел.

Случайные числа, используемые для моделирования некоторой случайной системы, должны удовлетворять двум основным требованиям:
1. с достаточной точностью воспроизводить поведение моделируемой случайной величины с заданным распределением;
2. требовать минимальное количество компьютерных операций для формирования одного случайного числа.

Любая последовательность случайных чисел лишь приблизительно воспроизводит поведение моделируемой случайной величины. Точность такого приближения можно определять проводя статистическую оценку последовательности случайных чисел достаточно большого объема, используя известные статистические критерии, например критерий χ2.